# Cwm Garw

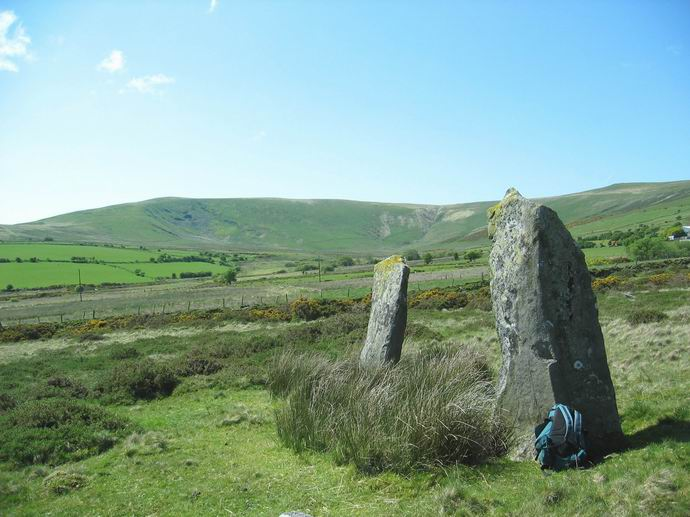
Cwm Garw

Cwm Garw (auch The Stones of Arthur’s Sons, Cerrig Meibion Arthur oder Glynsaithmaen North genannt) sind ein Steinpaar nordöstlich von Maenclochog bei Cardigan in Pembrokeshire in Wales. Cwm (Kuhm gesprochen) ist das walisische Wort für Talkessel oder Kar.
Die etwa 8,0 m voneinander entfernten, 2,7 m hohen Steine der Söhne Arthurs sind Teil des Glynsaithmaen-Komplexes, der sich in der Nähe von Mynachlog-ddu befindet. Das Feld enthielt früher zwei Steinkreise, die nach Berichten von Antiquaren mit einer Allee verbunden waren.

## Legenden
Die Geschichte der Eberjagd in Culhwch nennt nur einen Sohn von Arthur, Gwydre. In der walisischen Tradition hatte Arthur drei Söhne, Llachau und Amr vervollständigen das Trio. Die Legende besagt, dass die Menhire von König Artus zum Gedenken an seine Söhne errichtet wurden, die von Twrch Trwyth getötet wurden, einem wilden und bösen Eber, der von der anderen Seite der Irischen See kam. An der Stelle, an der die Steine stehen, kam es zu einem erbitterten Kampf mit Arthurs Söhnen, die tödlich verletzt wurden. 
Der historische Hintergrund dieser irisch-walisischen Tradition liegt in der Zeit der Invasion der Iren in Britannien, speziell in Wales.